# Liste der Monuments historiques in Guiscriff
Die Liste der Monuments historiques in Guiscriff führt die Monuments historiques in der französischen Gemeinde Guiscriff auf.

## Liste der Bauwerke
| Bezeichnung              | Beschreibung | Standort                | Kennzeichnung         | Schutzstatus | Datum     | Bild |
| ------------------------ | ------------ | ----------------------- | --------------------- | ------------ | --------- | ---- |
| Calvaire                 |              | (Lage)                  | PA00091268            | Inscrit      | 1931      |      |
| Kapelle Saint-Antoine    |              | (Lage)                  | PA00091269            | Inscrit      | 1937      |      |
| Kapelle Saint-Éloi       |              | (Lage)                  | PA00091270            | Inscrit      | 1925      |      |
| Kapelle Saint-Maudé      |              | (Lage)                  | PA00091271            | Inscrit      | 1925      |      |
| Dolmen von Kerviniou     |              | Kerviniou (Lage)        | PA00091273/PA00091272 | Classé       | 1930 1934 |      |
| Kirche St-Pierre-St-Paul |              | (Lage)                  | PA00091274            | Inscrit      | 1931      |      |
| Tumulus de l’Hermitage   |              | Rue de la Source (Lage) | PA00091275            | Classé       | 1957      |      |

## Liste der Objekte
- Monuments historiques (Objekte) in Guiscriff in der Base Palissy des französischen Kultusministeriums